# Узкоклювый тоди
Узкоклювый тоди, или тонкоклювый тоди (лат. Todus angustirostris), — вид птиц из семейства тодиевых, обитающий на острове Гаити. Узкоклювые тоди предпочитают селиться на высоте 900—2400 метров над уровнем моря в густых, влажных лесах.
Как и все тоди, выделяется ярко-зелёным оперением в верхней части, сероватыми грудкой и брюхом, красным горлом и длинным клювом. Характерной особенностью вида является очень узкий клюв и светлая грудка почти без пятен, горловое пятно считается самым ярким среди всех видов тоди. Общая длина узкоклювого тоди составляет 11 см, масса — менее 10 г. Охотятся на насекомых, при этом являются самыми активными птицами семейства.
Название виду дал французский орнитолог Фредерик де Ла Френе в 1851 году. В XIX веке учёные полагали, что узкоклювый и ширококлювый тоди принадлежат одному виду, а различия обусловлены половым диморфизмом. Позднее считалось, что узкоклювый, ширококлювый и кубинский виды образуют группу. Последние исследования показали близкое родство узкоклювого и кубинского видов.

## Общая характеристика
Все тоди представляют собой очень маленьких округлых птиц с коротким хвостом и длинным уплощённым клювом. Оперение ярко-зелёное в верхней части тела и беловатое в нижней, горло красное. У узкоклювого тоди верхняя часть головы имеет более тёмное оперение, переходящее в изумрудно-зелёный цвет в передней части. Край подбородка и скулы — белые. Горловое пятно имеет карминовый красный цвет и распространяется на часть подбородка, входящие в него перья имеют белые кончики. Центральная часть груди и брюха белая, переходит в глубокий серый цвет по сторонам шеи, груди и под скулами. Бока окрашены в красный или розовый цвет. Оперение под хвостом и крыльями серо-жёлтое. Лапы тёмного коричневатого цвета.
В бюллетене Смитсоновского института 1914 года данный вид сравнивается с кубинским. Автор, американский орнитолог Роберт Риджуэй, обращает внимание на схожее почти белое оперение в передней части, замечая, что у узкоклювого вида при этом отсутствуют голубые перья в области ушей. Кроме того, красное горловое пятно узкоклювого тоди названо самым ярким среди всех птиц семейства.
Клюв узкоклювого тоди в два раза уже, чем у ширококлювого, его верхняя часть окрашена в чёрный цвет, нижняя — в красный, с тёмным концом; радужка глаза беловатая. Верхняя часть клюва имеет зазубрины для разламывания твёрдых насекомых, что является характерной особенностью всех тоди. Как и другие ракшеобразные, обладает частично сращёнными передними пальцами, которые используются для копания нор.
Общая длина составляет 11 см, масса — 5,2—9 г. Риджуэй привёл следующие характеристики, на которые ссылается энциклопедия Neotropical Birds Online: длина крыла — 42—46 мм, длина хвоста — 31—35,5 мм, длина клюва 16,5—19 мм, ширина клюва — 4—5 мм, плюсна — 13,5—15 мм. Авторы Handbook of the Birds of the World (HBW) обращают внимание, что длина крыла узкоклювого тоди является второй после ширококлювого, несмотря на то, что среднее и максимальное расстояние полёта составляют 0,8 и 7 метров, соответственно, что является самым маленьким показателем для всего семейства.
Основной песней узкоклювого тоди является постоянно повторяющиеся «чик-куи» или «чип-чи» с ударением на второй слог, или повторяющийся «чипи-чипи-чипи-чип». Как и все тоди, данный вид может летать бесшумно, но для защиты территории издаёт характерный звук крыльями, когда воздух быстро проходит через первостепенные маховые перья. Ранее считалось, что этот звук связан с тем фактом, что перья слегка ослаблены, однако при тщательном изучении оказалось, что эти перья не обладают изменённой жёсткостью или шириной. Довольно громкий звук, вместе с тем, трудно поддаётся записи и сильно зависит от погодных условий: в солнечные дни он слышен сильнее, чем в пасмурные или дождливые.

## Распространение

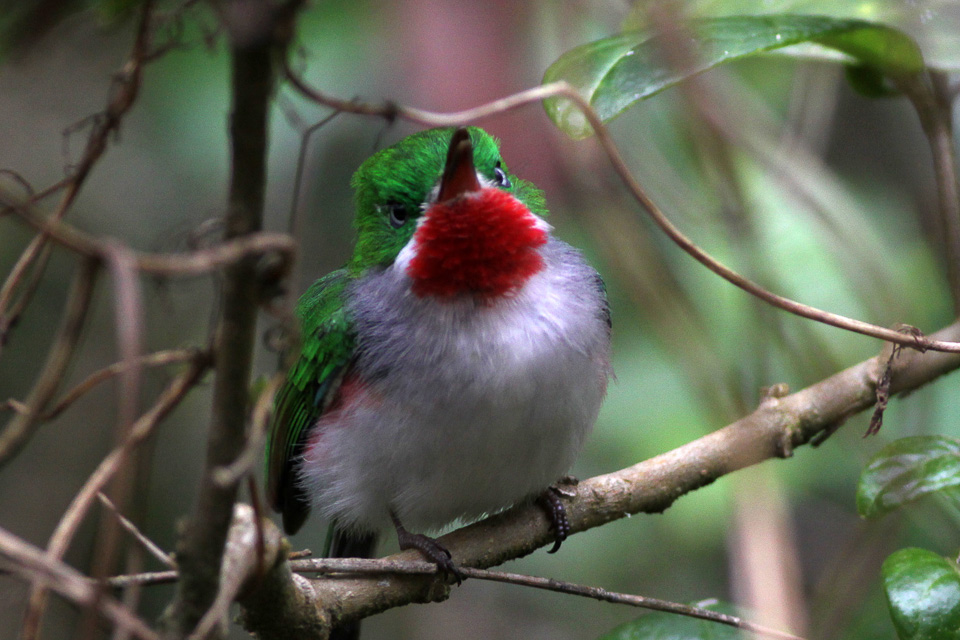
Белая грудка и тёмное окончание клюва узкоклювого тоди

В отличие от ширококлювого тоди, узкоклювый вид обитает исключительно на острове Гаити. Он предпочитает густые, влажные, горные леса с тенистыми кронами на высоте 6—9 метров и обильным подлеском в виде эпифитов, орхидей, печёночных мхов, папоротников и бамбука (Arthrostylidium); засушливые леса в среднегорье; сосновые леса (Pinus occidentalis); тенистые кофейные плантации с преобладанием инга (Inga vera), манго (Mangifera indica), авокадо (Persea americana), цитрусов (Citrus) и бананов (Musa). Могут встречаться на кофейных плантациях солнечного типа. Жители Доминиканской Республики называют данный вид, как и ширококлювого тоди, barrancolí от испанского слова исп. barranco (овраг), в Констанса используют название pichui, а в районе горной цепи Сель — chicorette, что является имитацией основной песни птицы.
Из похожих птиц только ширококлювый тоди обитает также на Гаити, но он обладает более жёлтой грудкой с большим количеством жёлтого и розового, однородно красной нижней частью клюва и тёмно-серой радужкой по сравнению с узкококлювым. Клюв узкоклювого тоди, по сравнению с ширококлювым, примерно в два раза уже. Птицы также различаются пением и повадками во время охоты; в частности, узкококлювые тоди более активны.
Узкоклювый тоди, пожалуй, единственный вид, который имеет явные предпочтения в среде обитания. Его можно встретить в сосновых лесах или в высокогорных тропических лесах, где подлесок включает поднимающийся по скалам бамбук, папоротники, эпифиты, печёночные мхи и орхидеи. Они предпочитают селиться на высоте 900—2400 метров над уровнем моря, хотя их можно встретить на высоте до 3000 метров, а также в болотистых лестах на полуострове Самана на северо-востоке и Сьерра-де-Баоруко на юго-западе, которые расположены на уровне моря. Кроме того, на среду обитания тоди влияет наличие овражков и уступов, подходящих для копания нор и гнездования. Исследования 1990-х годов показали, что птицы могут на короткое время мигрировать на более низкие высоты над уровнем моря во время холодных месяцев, но возвращаются обратно для гнездования.
Узкоклювый тоди может парами присоединяться к стаям небольших птиц, чаще насекомоядных, в основном во время миграции последних через их территорию, предположительно чтобы улучшить возможности для пропитания. Тоди не присоединяется к стаям на территории кофейных плантаций. В Сьерра-де-Баоруко и Кордильеры-Сентраль узкоклювый и ширококлювый тоди совместно обитают в вертикальном диапазоне не менее 1200 м, в случае смешивания оба вида меняют свой поведение.
С 1988 года узкоклювый тоди относился к видам, близким к уязвимому положению, в 2000 году статус был изменён на виды под наименьшей угрозой. Птицы предпочитают тенистые кофейные плантации, которые уступают место полям под открытым солнцем. Основными хищниками являются мангусты. Кроме того, дети охотятся на птиц с рогатками.

## Питание
Узкоклювые тоди питаются преимущественно насекомыми, изредка маленькими ящерицами. Они обычно намного более активны, чем их ширококлювые соседи.
В качестве основного способа охоты используют «underleaf-sally», выискивая добычу выше головы с задранным вверх клювом. Данный вид является самым активным среди всех представителей семейства. В его рацион не входят крупные насекомые, в частности кузнечики, сверчки, саранча (Orthoptera) и бабочки (Lepidoptera), на которых может охотиться ширококлювый тоди. Учёные предполагают, что различия в рационе могли стать причиной различий в размерах клюва.
На тенистых кофейных плантациях узкоклювый тоди предпочитает ловить насекомых с листьев самого кофе, в то время как ширококлювый вид предпочитает питаться на деревьях, которые создают тень. В 89,4 % случаев данный вид ловит добычу именно на листьях, а не на ветках или в воздухе, в 61,2 % цель атаки находилась на листьях кофе, в 73,9 % использовались атаки в горизонтальном направлении. Среднее расстояние до добычи составляет 0,49 метров (у ширококлювого — 0,86 метра).
Узкоклювый тоди всегда охотится в густом подлеске. Средняя высота кормления составляет 2,7 метров, опускаясь до 1,7 метров в кустарниках и поднимаясь до 2,7 метров в тропических лесах. В смешанных стаях с ширококлювым тоди данный вид кормится ниже последних и средняя высота кормления составляет уже 2,3 метра. Это разделение отражается не только в высоте кормления, но и в продолжительности и частоте полёта: узкоклювый вид практикует более короткие перелёты, захватывает более мелкую добычу и имеет более короткие периоды отдыха между вылазками. В смешанных стаях с другими видами оба тоди чаще используют более длинные «sally-hover». В этом случае узкоклювый тоди также предпочитает подниматься выше для охоты. В смешанных стаях активность узкоклювого тоди увеличивается незначительно.

## Размножение
Узкоклювый тоди роет норы длиной 30—35 см, шириной 4,4 см и высотой 3,9 см на восточных откосах. Данный вид, в отличие от остальных, предпочитает склоны с богатой растительностью и средней высотой 3,2 метра. Может гнездиться в расщелинах деревьев на высоте не более 9 метров. Копание нор, в котором участвуют и самец, и самка, начинается в сентябре и продолжается до июня.
Птицы обычно откладывают 3—4 блестящих белых яйца в промежуток между апрелем и июлем, иногда могут откладывать 5 яиц. Яйца тоди самые маленькие среди представителей ракшеобразных; размеры яиц у узкоклювого вида в среднем меньше, чем у ширококлювого, и составляют 15,5 мм в длину и 13,5 мм в ширину. Яйца высиживают оба партнёра, но больше времени в гнезде проводит самка. Инкубационный период составляет две-три недели, столько же в гнезде остаются молодые птенцы, после чего начинают жить отдельно.

## Систематика
Научное название — Todus anguistitostris; птица была впервые описана французским орнитологом Фредерик де Ла Френе в 1851 году. Описание основывалось на экземпляре, предоставленном французским энтомологом Огюстом Салле, который в 1857 году предположил, что узкоклювый и ширококлювый тоди представляют один вид, а различия обусловлены половым диморфизмом. В 1866 году американский натуралист Генри Брайант предположил, что Todus anguistitostris и Todus dominicensis, описанный Ла Френе в 1847 году, являются узкоклювым подвидом доминиканского тоди. Аналогичной точки зрения придерживался в 1892 году американский орнитолог Чарльз Барни Кори. Есть предположение, что северная и южная популяции узкоклювого тоди являются эволюционно независимыми в течение последних двух миллионов лет, и, возможно, представляют два разных вида.
До недавнего времени считалось, что ширококлювый и узкоклювый тоди произошли от одного предка и вместе с кубинским видом образуют кладу. Учёные полагали, что миграция древних тоди осуществлялась с полуострова Юкатан на Кубу, а затем на Гаити, где кубинский тоди, судя по интенсивности розового, синего и зелёного цвета в оперении, вокализации и поведению, эволюционировал в ширококлювый вид. Из-за сильных различий ширококлювого и узкоклювого видов учёные затрудняются сказать, развивались ли они отдельно, когда остров был поделён на две части, или было несколько миграций. Ряд учёных полагает, что близкое родство этих видов объясняет, почему по длине крыла узкоклювый тоди уступает только ширококлювому, в то время как преодолеваемые им расстояния являются самыми маленькими во всём семействе.
Филогенетические исследования митохондриальной ДНК показали, что ширококлювый тоди произошёл от того же предка, что и пуэрто-риканский, в то время как узкоклювый тоди более близок к кубинскому. Разделение произошло от 3 до 2 миллионов лет назад.